# Ángel Manuel Perera Calle
Ángel Manuel Perera Calle   (Sevilla, 6 de setembre de 1939) és un sindicalista i polític català d'origen andalús i establert a Catalunya des de l'any 1950.

## Trajectòria
Estudià formació professional i treballà en el ram de l'enquadernació i la impremta. Políticament fou membre de la direcció de la Unió Sindical Obrera a Catalunya, milità en Convergència Democràtica de Catalunya i fou membre de l'Assemblea de Catalunya.
A les eleccions generals espanyoles de 1977 fou diputat per la província de Barcelona pel Pacte Democràtic per Catalunya, i a les eleccions generals espanyoles de 1979 ho fou novament per CiU, entrant en el Congrés dels Diputats en substitució de Josep Maria Cullell i Nadal. Fou vocal de la Comissió de Treball i de la Comissió de Política Social i Treball del Congrés. El 1982 ja no es va presentar, i durant la dècada dels 80 fou responsable sectorial de Treball de CDC.